# American Le Mans Series at Long Beach 2013
Navigation
Édition précédente Édition suivante
L'American Le Mans Series at Long Beach 2013 (officiellement appelé le 2013 Tequila Patrón American Le Mans Series at Long Beach) a été une course de voitures de sport organisée sur le circuit urbain de Long Beach en Californie, aux États-Unis, le 20 et 21 avril 2013 dans le cadre du Grand Prix de Long Beach. Il s'agissait de la deuxième manche du championnat American Le Mans Series 2013 et les catégories P1, P2, PC, GT et GTC y ont participé.

Les Allemands Klaus Graf et Lucas Luhr de l'écurie Muscle Milk Pickett Racing ont remporté la course pour la troisième année consécutive dans la catégorie P1. La catégorie PC a été gagnée par Colin Braun et Jon Bennett de l'écurie CORE Autosport tandis que la voiture d'Extreme Speed Motorsports piloté par Scott Sharp et Guy Cosmo a été victorieuse dans la catégorie P2. L'écurie BMW Team RLL a remporté un doublé avec des voitures aux mains de Bill Auberlen et Maxime Martin. Henrique Cisneros, Jr. et Sean Edwards ont remporté la catégorie GTC pour NGT Motorsports.

## Circuit

Circuit urbain de Long Beach

Le Grand Prix automobile de Long Beach 2013 se déroulent sur le Circuit urbain de Long Beach situé en Californie. Il s'agit d'un circuit automobile temporaire tracé dans les rues de la ville de Long Beach. Du fait de sa situation urbaine et en bord de mer, le circuit a été surnommé par les médias « Monaco of the West » (« Le Monaco de l'ouest »), en référence au célèbre circuit de Monaco.

## Qualifications
| Pos. | Classe | N°  | Équipe                          | Pilote                | Temps    | Grille |
| ---- | ------ | --- | ------------------------------- | --------------------- | -------- | ------ |
| 1    | P1     | 12  | Rebellion Racing                | Neel Jani             | 1:12.600 | 1      |
| 2    | P1     | 16  | Dyson Racing                    | Guy Smith             | 1:13.282 | 2      |
| 3    | P1     | 6   | Muscle Milk Pickett Racing      | Lucas Luhr            | 1:14.004 | 3      |
| 4    | P2     | 551 | Level 5 Motorsports             | Ryan Briscoe          | 1:16.014 | 4      |
| 5    | PC     | 9   | RSR Racing                      | Bruno Junqueira       | 1:16.167 | 5      |
| 6    | PC     | 5   | CORE Autosport                  | Colin Braun           | 1:16.222 | 6      |
| 7    | PC     | 52  | PR1/Mathiasen Motorsports       | Luis Díaz             | 1:16.630 | 7      |
| 8    | PC     | 8   | BAR1 Motorsports                | Kyle Marcelli         | 1:16.654 | 8      |
| 9    | PC     | 18  | Performance Tech Motorsports    | Tristan Nunez         | 1:16.834 | 9      |
| 10   | PC     | 7   | BAR1 Motorsports                | Rusty Mitchell (en)   | 1:17.176 | 10     |
| 11   | P2     | 01  | Extreme Speed Motorsports       | Scott Sharp           | 1:17.390 | 11     |
| 12   | P2     | 2   | Extreme Speed Motorsports       | Johannes van Overbeek | 1:17.432 | 12     |
| 13   | GT     | 91  | SRT Motorsports                 | Dominik Farnbacher    | 1:18.845 | 13     |
| 14   | GT     | 17  | Team Falken Tire (en)           | Bryan Sellers         | 1:18.967 | 14     |
| 15   | GT     | 93  | SRT Motorsports                 | Jonathan Bomarito     | 1:18.984 | 15     |
| 16   | GT     | 3   | Corvette Racing                 | Jan Magnussen         | 1:19.047 | 16     |
| 17   | GT     | 55  | BMW Team RLL                    | Bill Auberlen         | 1:19.063 | 17     |
| 18   | GT     | 4   | Corvette Racing                 | Tommy Milner          | 1:19.083 | 18     |
| 19   | GT     | 62  | Risi Competizione               | Olivier Beretta       | 1:19.184 | 19     |
| 20   | GT     | 56  | BMW Team RLL                    | Joey Hand             | 1:19.258 | 20     |
| 21   | GT     | 23  | Team West/AJR/Boardwalk Ferrari | Townsend Bell         | 1:19.533 | 21     |
| 22   | P2     | 552 | Level 5 Motorsports             | Scott Tucker          | 1:19.711 | 22     |
| 23   | GTC    | 22  | Alex Job Racing                 | Jeroen Bleekemolen    | 1:22.850 | 23     |
| 24   | GTC    | 30  | NGT Motorsports                 | Sean Edwards          | 1:22.971 | 24     |
| 25   | GTC    | 45  | Flying Lizard Motorsports       | Spencer Pumpelly      | 1:23.014 | 25     |
| 26   | GTC    | 66  | TRG                             | Damien Faulkner       | 1:23.355 | 26     |
| 27   | GTC    | 11  | JDX Racing                      | Jan Heylen            | 1:23.701 | 27     |
| 28   | GTC    | 68  | TRG                             | Craig Stanton (en)    | 1:23.745 | 28     |
| 29   | GTC    | 44  | Flying Lizard Motorsports       | Dion von Moltke       | 1:24.239 | 29     |
| 30   | GTC    | 10  | Dempsey (en) Del Piero Racing   | Bob Faieta            | 1:24.583 | 30     |
| 31   | GTC    | 27  | Dempsey (en) Del Piero Racing   | Joe Foster            | 1:25.091 | 31     |
| 32   | GT     | 48  | Paul Miller Racing              | Marco Holzer          | 1:27.491 | 32     |
| 33   | GTC    | 99  | Competition Motorsports         | David Calvert-Jones   | No Time  | 33     |

## Course
Voici le classement provisoire au terme de la course.

Les premiers de chaque catégorie sont signalés par un fond jauni.
| Pos | Classe | no  | Équipe                          | Pilotes                                     | Châssis                            | Pneus | Tours |
| Pos | Classe | no  | Équipe                          | Pilotes                                     | Moteur                             | Pneus | Tours |
| --- | ------ | --- | ------------------------------- | ------------------------------------------- | ---------------------------------- | ----- | ----- |
| 1   | P1     | 6   | Muscle Milk Pickett Racing      | Klaus Graf Lucas Luhr                       | HPD ARX-03a                        | M     | 80    |
| 1   | P1     | 6   | Muscle Milk Pickett Racing      | Klaus Graf Lucas Luhr                       | Honda 3.4 L V8                     | M     | 80    |
| 2   | P1     | 12  | Rebellion Racing                | Nick Heidfeld Neel Jani                     | Lola B12/60                        | M     | 80    |
| 2   | P1     | 12  | Rebellion Racing                | Nick Heidfeld Neel Jani                     | Toyota RV8KLM 3.4 L V8             | M     | 80    |
| 3   | PC     | 05  | CORE Autosport                  | Jon Bennett Colin Braun                     | Oreca FLM09                        | C     | 79    |
| 3   | PC     | 05  | CORE Autosport                  | Jon Bennett Colin Braun                     | Chevrolet 6.2 L V8                 | C     | 79    |
| 4   | PC     | 52  | PR1/Mathiasen Motorsports       | Luis Díaz Mike Guasch                       | Oreca FLM09                        | C     | 79    |
| 4   | PC     | 52  | PR1/Mathiasen Motorsports       | Luis Díaz Mike Guasch                       | Chevrolet 6.2 L V8                 | C     | 79    |
| 5   | PC     | 9   | RSR Racing                      | Bruno Junqueira Duncan Ende (en)            | Oreca FLM09                        | C     | 79    |
| 5   | PC     | 9   | RSR Racing                      | Bruno Junqueira Duncan Ende (en)            | Chevrolet 6.2 L V8                 | C     | 79    |
| 6   | P2     | 01  | Extreme Speed Motorsports       | Scott Sharp Guy Cosmo                       | HPD ARX-03b                        | M     | 79    |
| 6   | P2     | 01  | Extreme Speed Motorsports       | Scott Sharp Guy Cosmo                       | Honda HR28TT 2.8 L Turbo V6        | M     | 79    |
| 7   | GT     | 55  | BMW Team RLL                    | Bill Auberlen Maxime Martin                 | BMW Z4 GTE                         | M     | 78    |
| 7   | GT     | 55  | BMW Team RLL                    | Bill Auberlen Maxime Martin                 | BMW 4.4 L V8                       | M     | 78    |
| 8   | P2     | 02  | Extreme Speed Motorsports       | Ed Brown Johannes van Overbeek              | HPD ARX-03b                        | M     | 78    |
| 8   | P2     | 02  | Extreme Speed Motorsports       | Ed Brown Johannes van Overbeek              | Honda HR28TT 2.8 L Turbo V6        | M     | 78    |
| 9   | GT     | 56  | BMW Team RLL                    | Joey Hand Dirk Müller                       | BMW Z4 GTE                         | M     | 78    |
| 9   | GT     | 56  | BMW Team RLL                    | Joey Hand Dirk Müller                       | BMW 4.4 L V8                       | M     | 78    |
| 10  | GT     | 91  | SRT Motorsports                 | Marc Goossens Dominik Farnbacher            | SRT Viper GTS-R                    | M     | 78    |
| 10  | GT     | 91  | SRT Motorsports                 | Marc Goossens Dominik Farnbacher            | SRT 8.0 L V10                      | M     | 78    |
| 11  | GT     | 4   | Corvette Racing                 | Oliver Gavin Tommy Milner                   | Chevrolet Corvette C6.R            | M     | 78    |
| 11  | GT     | 4   | Corvette Racing                 | Oliver Gavin Tommy Milner                   | Chevrolet 5.5 L V8                 | M     | 78    |
| 12  | GT     | 3   | Corvette Racing                 | Jan Magnussen Antonio García                | Chevrolet Corvette C6.R            | M     | 78    |
| 12  | GT     | 3   | Corvette Racing                 | Jan Magnussen Antonio García                | Chevrolet 5.5 L V8                 | M     | 78    |
| 13  | GT     | 48  | Paul Miller Racing              | Bryce Miller Marco Holzer                   | Porsche 997 GT3-RSR                | M     | 78    |
| 13  | GT     | 48  | Paul Miller Racing              | Bryce Miller Marco Holzer                   | Porsche 4.0 L Flat-6               | M     | 78    |
| 14  | GT     | 23  | Team West/AJR/Boardwalk Ferrari | Townsend Bell Bill Sweedler                 | Ferrari 458 Italia GT2             | Y     | 77    |
| 14  | GT     | 23  | Team West/AJR/Boardwalk Ferrari | Townsend Bell Bill Sweedler                 | Ferrari 4.5 L V8                   | Y     | 77    |
| 15  | GT     | 93  | SRT Motorsports                 | Kuno Wittmer Jonathan Bomarito              | SRT Viper GTS-R                    | M     | 77    |
| 15  | GT     | 93  | SRT Motorsports                 | Kuno Wittmer Jonathan Bomarito              | SRT 8.0 L V10                      | M     | 77    |
| 16  | GT     | 62  | Risi Competizione               | Olivier Beretta Matteo Malucelli            | Ferrari 458 Italia GT2             | M     | 77    |
| 16  | GT     | 62  | Risi Competizione               | Olivier Beretta Matteo Malucelli            | Ferrari 4.5 L V8                   | M     | 77    |
| 17  | PC     | 7   | BAR1 Motorsports                | Tomy Drissi Rusty Mitchell (en)             | Oreca FLM09                        | C     | 77    |
| 17  | PC     | 7   | BAR1 Motorsports                | Tomy Drissi Rusty Mitchell (en)             | Chevrolet 6.2 L V8                 | C     | 77    |
| 18  | PC     | 18  | Performance Tech Motorsports    | Tristan Nunez Charlie Shears                | Oreca FLM09                        | C     | 76    |
| 18  | PC     | 18  | Performance Tech Motorsports    | Tristan Nunez Charlie Shears                | Chevrolet 6.2 L V8                 | C     | 76    |
| 19  | GT     | 17  | Team Falken Tire (en)           | Bryan Sellers Wolf Henzler                  | Porsche 997 GT3-RSR                | F     | 76    |
| 19  | GT     | 17  | Team Falken Tire (en)           | Bryan Sellers Wolf Henzler                  | Porsche 4.0 L Flat-6               | F     | 76    |
| 20  | GTC    | 30  | NGT Motorsport                  | Henrique Cisneros Sean Edwards              | Porsche 997 GT3 Cup                | Y     | 75    |
| 20  | GTC    | 30  | NGT Motorsport                  | Henrique Cisneros Sean Edwards              | Porsche 4.0 L Flat-6               | Y     | 75    |
| 21  | GTC    | 45  | Flying Lizard Motorsports       | Spencer Pumpelly Nelson Canache, Jr.        | Porsche 997 GT3 Cup                | Y     | 75    |
| 21  | GTC    | 45  | Flying Lizard Motorsports       | Spencer Pumpelly Nelson Canache, Jr.        | Porsche 4.0 L Flat-6               | Y     | 75    |
| 22  | GTC    | 44  | Flying Lizard Motorsports       | David Wong Dion von Moltke Spencer Pumpelly | Porsche 997 GT3 Cup                | Y     | 75    |
| 22  | GTC    | 44  | Flying Lizard Motorsports       | David Wong Dion von Moltke Spencer Pumpelly | Porsche 4.0 L Flat-6               | Y     | 75    |
| 23  | GTC    | 22  | Alex Job Racing                 | Cooper MacNeil Jeroen Bleekemolen           | Porsche 997 GT3 Cup                | Y     | 75    |
| 23  | GTC    | 22  | Alex Job Racing                 | Cooper MacNeil Jeroen Bleekemolen           | Porsche 4.0 L Flat-6               | Y     | 75    |
| 24  | GTC    | 68  | TRG                             | Bret Curtis Craig Stanton (en)              | Porsche 997 GT3 Cup                | Y     | 75    |
| 24  | GTC    | 68  | TRG                             | Bret Curtis Craig Stanton (en)              | Porsche 4.0 L Flat-6               | Y     | 75    |
| 25  | PC     | 8   | BAR1 Motorsports                | Kyle Marcelli Chris Cumming                 | Oreca FLM09                        | C     | 75    |
| 25  | PC     | 8   | BAR1 Motorsports                | Kyle Marcelli Chris Cumming                 | Chevrolet 6.2 L V8                 | C     | 75    |
| 26  | GTC    | 27  | Dempsey (en) Del Piero Racing   | Patrick Dempsey Joe Foster                  | Porsche 997 GT3 Cup                | Y     | 73    |
| 26  | GTC    | 27  | Dempsey (en) Del Piero Racing   | Patrick Dempsey Joe Foster                  | Porsche 4.0 L Flat-6               | Y     | 73    |
| 27  | GTC    | 66  | TRG                             | Ben Keating Damien Faulkner                 | Porsche 997 GT3 Cup                | Y     | 73    |
| 27  | GTC    | 66  | TRG                             | Ben Keating Damien Faulkner                 | Porsche 4.0 L Flat-6               | Y     | 73    |
| 28  | P2     | 551 | Level 5 Motorsports             | Scott Tucker Ryan Briscoe                   | HPD ARX-03b                        | M     | 66    |
| 28  | P2     | 551 | Level 5 Motorsports             | Scott Tucker Ryan Briscoe                   | Honda HR28TT 2.8 L Turbo V6        | M     | 66    |
| 29  | GTC    | 11  | JDX Racing                      | Mike Hedlund Jan Heylen                     | Porsche 997 GT3 Cup                | Y     | 62    |
| 29  | GTC    | 11  | JDX Racing                      | Mike Hedlund Jan Heylen                     | Porsche 4.0 L Flat-6               | Y     | 62    |
| 30  | P2     | 552 | Level 5 Motorsports             | Scott Tucker Marino Franchitti              | HPD ARX-03b                        | M     | 57    |
| 30  | P2     | 552 | Level 5 Motorsports             | Scott Tucker Marino Franchitti              | Honda HR28TT 2.8 L Turbo V6        | M     | 57    |
| DNF | P1     | 16  | Dyson Racing                    | Chris Dyson Guy Smith                       | Lola B12/60                        | M     | 17    |
| DNF | P1     | 16  | Dyson Racing                    | Chris Dyson Guy Smith                       | Mazda MZR-R 2.0 L Turbo I4 Butanol | M     | 17    |
| DNF | GTC    | 99  | Competition Motorsports         | David Calvert-Jones Ted Ballou              | Porsche 997 GT3 Cup                | Y     | 6     |
| DNF | GTC    | 99  | Competition Motorsports         | David Calvert-Jones Ted Ballou              | Porsche 4.0 L Flat-6               | Y     | 6     |
| DNF | GTC    | 10  | Dempsey (en) Del Piero Racing   | Michael Avenatti (en) Bob Faieta            | Porsche 997 GT3 Cup                | Y     | 5     |
| DNF | GTC    | 10  | Dempsey (en) Del Piero Racing   | Michael Avenatti (en) Bob Faieta            | Porsche 4.0 L Flat-6               | Y     | 5     |